# Nage en eau libre aux championnats du monde de natation 2015
Navigation
Barcelone 2013 Budapest 2017
Sept épreuves de nage en eau libre sont disputées dans le cadre des Championnats du monde de natation 2015 organisés à Kazan (Russie). Elles se déroulent du 25 au 1er août 2015 sur le site de la rivière Kazanka.

## Programme
Tous les horaires correspondent à l'UTC+3
| Date            | Heure | Course           |
| --------------- | ----- | ---------------- |
| 25 juillet 2015 | 10:00 | 5 km femmes      |
| 25 juillet 2015 | 13:00 | 5 km hommes      |
| 27 juillet 2015 | 12:00 | 10 km hommes     |
| 28 juillet 2015 | 12:00 | 10 km femmes     |
| 30 juillet 2015 | 12:00 | 5 km par équipes |
| 1er août 2015   | 08:00 | 25 km hommes     |
| 1er août 2015   | 08:15 | 25 km femmes     |

## Tableau des médailles
| Rang  | Nation         | Or | Argent | Bronze | Total |
| ----- | -------------- | -- | ------ | ------ | ----- |
| 1     | États-Unis     | 2  | 1      | 0      | 3     |
| 2     | Allemagne      | 1  | 1      | 2      | 4     |
| 3     | Brésil         | 1  | 1      | 1      | 3     |
| 4     | Italie         | 1  | 0      | 2      | 3     |
| 5     | France         | 1  | 0      | 0      | 1     |
| 5     | Afrique du Sud | 1  | 0      | 0      | 1     |
| 6     | Pays-Bas       | 0  | 3      | 0      | 3     |
| 7     | Grèce          | 0  | 1      | 1      | 2     |
| 8     | Hongrie        | 0  | 1      | 0      | 1     |
| Total | Total          | 7  | 8      | 6      | 21    |